# 岡本真也
岡本 真也（おかもと しんや、1974年10月21日 - ）は、京都府竹野郡網野町（現：京丹後市）出身の元プロ野球選手（投手）。右投右打。
現役時代は中日ドラゴンズ・埼玉西武ライオンズ・LGツインズ（韓国）・東北楽天ゴールデンイーグルスに在籍していた。2009年は岡本 慎也、2010年・2011年は岡本 真或の登録名を使用した（いずれも読み同じ）。
現役引退後は、宮城県仙台市に構えるうどん・もつ鍋屋の店主を務めている。2022年から本数契約として野球解説者としても活動する。

## 経歴

### プロ入り前
京都府立峰山高等学校出身で、田中敏昭と同期であった。3年夏は岡本が1番を付けたが、その後は関西の大学、強豪社会人数チームの選考に漏れた。卒業後は創部された東京の社会人野球・佐藤工務店に入社するが、週5日は建築現場での労働があり環境は厳しかった。3年目には会社倒産による解散が決まり、最後となる秋の東京都支部大会では鷺宮製作所を相手に好投を見せる。この様子を視察していた岡嶋博治からの誘いで、同郷の岡嶋が監督に就任した阿部企業へ異動した。だが、面出哲志とともに出場機会に恵まれずに直訴してヤオハンジャパンへ移籍。ヤオハンジャパンでは都市対抗野球で先発するも翌年で休部となった。その後、同県の強豪であるヤマハから誘いがあったが、チームメイトと活動を続けるためクラブチームとして再出発した後継のアムウェイ・レッドソックスで1年間プレー。しかし結局休部となり、再度交渉の末にヤマハへ移籍して都市対抗野球では1回戦で先発するなどベスト8進出に貢献。2000年度ドラフト会議にて中日ドラゴンズから4巡目指名を受け、入団。

### 中日時代
2001年は3試合に登板したが失点はなかった。
2002年は7試合に登板したが打ち込まれた。
2003年6月8日の広島東洋カープ戦ではプロ入り初先発すると6回無失点で勝利投手となり、これがプロ入り初勝利となった。9月16日の読売ジャイアンツ戦で先発し3勝目を挙げた。この試合ではチームは19点を挙げ大勝。この年は中継ぎだけでなく先発で12試合投げた結果、40試合で4勝6敗防御率3.34の成績を残した。また投球回数は97回だったが、翌年以降はリリーフ専門となったため、これがプロでのシーズン最多投球回数である。
2004年から完全にリリーフに専念する。中継ぎ右腕として自己最高の63試合に登板し、防御率2.03、9勝4敗の成績を挙げオールスターゲーム初出場を果たす。さらに最優秀中継ぎ投手のタイトルを獲得。この年からクローザーを任された岩瀬仁紀とともに、中日中継ぎ陣のエースとしての地位を確立した。西武との日本シリーズでは5試合(第1戦、第2戦、第3戦、第6戦、第7戦)に登板。3試合目の登板となった第3戦では6回から登板してこの回は無得点に抑えたが、7回に2点リードを追いつかれるとなおも2死満塁のピンチでアレックス・カブレラに逆転満塁本塁打を打たれ負け投手となった。チームは50年ぶりの日本一を逃した。
2005年は前半戦だけでリリーフとして10勝をマークした。背筋痛で後半に離脱したが、それでも57試合に登板して防御率3.14と活躍した。
2006年も中継ぎとして活躍するが、二段モーションからのフォームチェンジに苦労したこともあり、安定した状態が長続きせず、不安定な投球から打ち込まれて継投失敗となる場面がたびたび見られた。交流戦では活躍したが、同リーグとの対戦では防御率4点台と冴えなかった。また、北海道日本ハムファイターズとの日本シリーズでは、第2戦で1点ビハインドの8回にフェルナンド・セギノールに試合を決める2ラン本塁打を打たれた。結局この1試合だけの登板に終わり、日本一を逃した。
2007年、前半は防御率0点台で推移する驚異的なピッチングを見せる。後半は打たれる場面も間々あったが、シーズンを通し安定したピッチングだった。この年、先発陣が決して好調とは言えなかったチームを支え、勝利の方程式の一角を引き続き担った。3年ぶりに60試合以上に登板して防御率2点台、リーグ3位で自己最多の38HPを記録。リーグ2位からのクライマックスシリーズ (CS)制覇・日本一・アジアシリーズ制覇に貢献した。CSおよび、日本ハムとの日本シリーズでは計5試合に登板し、いずれも無失点に抑える活躍だった。アジアシリーズにおいてはSKワイバーンズとの決勝戦で8回裏に同点ホームランを浴びてしまい、これが中日での最後のマウンドとなった。なお、この試合では直後の9回表に井端弘和が決勝タイムリーを放ち、チームは日本勢として3年連続のアジア一に輝いた。

### 西武時代
2008年1月、FAで移籍してきた和田一浩の人的補償として埼玉西武ライオンズへ移籍。移籍後は西武の弱点であった中継ぎの役割を与えられ、5月中頃までは防御率1点台と評判通りの活躍を果たし、北京オリンピック野球日本代表の第一次候補選手に選出された。しかし、シーズン後半は山﨑武司、アレックス・カブレラに本塁打を打たれるなど大事な場面で打ち込まれるケースが目立ち、防御率は一時4点台へと悪化、そのため二軍落ちも経験した。前年のような安定性を欠き、5年連続50試合以上の登板は果たせなかった。それでも6年連続となる40試合登板を達成し、最終的にチーム2位の18ホールドを挙げて西武のリーグ優勝に貢献した。日本ハムとのクライマックスシリーズ第2ステージでは3試合に登板して全て無失点に抑え、CS初優勝を決め日本シリーズ進出に貢献。巨人との日本シリーズでは第2戦の9回から登板。最初の打者である小笠原道大は打ち取ったが4番のアレックス・ラミレスにサヨナラ本塁打を打たれ敗戦投手となった。岡本の日本シリーズ登板はこの1試合しかなかったが日本一・アジアシリーズ制覇に貢献した。岡本にとっては所属した球団を跨いで2年連続となる日本一とアジア一を経験したことになる。
2009年2月4日に登録名を岡本 慎也へ変更。このシーズンは打ち込まれるケースが目立ち、6月27日に二軍落ちした。その後は一度も一軍昇格することなく2003年の一軍定着後ワーストとなる22試合の登板に終わった。10月2日、球団から戦力外通告を受ける。

### 韓国時代
現役続行を希望した岡本は、11月に12球団合同トライアウトを受けるもオファーはなかった。同月に古巣中日時代に投手コーチを務めていた高橋三千丈の勧めもあり、高橋がコーチを務める韓国・LGツインズの入団テストを受ける。
2010年1月4日に正式契約。背番号は56に決まり、登録名も岡本 真或へ変更。シーズン開幕当初はリリーフとして起用され、3月27日の三星ライオンズとの開幕戦で韓国初セーブ、4月3日の対ネクセン・ヒーローズ戦で韓国初勝利をそれぞれ記録した。7月までは抑えとして起用され16セーブを挙げたが、夏場から登板機会が減り、結局この年限りで退団。

### 楽天時代
11月19日、中日時代の恩師である星野仙一が東北楽天ゴールデンイーグルスへの監督就任を機に楽天の入団テストを受け、合格。背番号は61に決定。KBOリーグからNPB復帰を果たした初の日本人選手であった。しかし、青山浩二、中日時代後輩だった小山伸一郎ら数年前から活躍するリリーフ陣に割って入ることができず一軍登板なしに終わった。二軍では24試合に登板したものの防御率は4.01と不調に終わり、10月9日に二度目の戦力外通告を受け 12月2日に自由契約公示された。
2011年限りで現役を引退。2012年1月21日、LG在籍時に交流のあった韓国プロ野球関連の業務を手がける室井昌也の主催で、YMCAアジア青少年センター（東京都千代田区）にて引退セレモニーを兼ねたトークライブイベントを実施した。

### 引退後
2012年7月、仙台市青葉区国分町でもつ鍋とうどんの飲食店「うどん・もつ鍋也 真」を開業。客の6～8割は野球ファンであるといい、手が空いた際にプロ野球中継のプレー解説をするなどして客を楽しませているという。2022年からは東北放送(tbcテレビ、ラジオ)の野球解説者としても活動している。

## 選手としての特徴・人物
縦に曲がるスライダーが最大の武器。現役時代は主にセットアッパーとして活躍した。
チームでは自らの経験を若手に惜しみなく伝える良き兄貴分的存在であった。

## 詳細情報

### 年度別投手成績
| 年 度    | 球 団    | 登 板 | 先 発 | 完 投 | 完 封 | 無 四 球 | 勝 利 | 敗 戦 | セ 丨 ブ | ホ 丨 ル ド | 勝 率 | 打 者 | 投 球 回 | 被 安 打 | 被 本 塁 打 | 与 四 球 | 敬 遠 | 与 死 球 | 奪 三 振 | 暴 投 | ボ 丨 ク | 失 点 | 自 責 点 | 防 御 率 | W H I P |
| -------- | -------- | ----- | ----- | ----- | ----- | -------- | ----- | ----- | -------- | ----------- | ----- | ----- | -------- | -------- | ----------- | -------- | ----- | -------- | -------- | ----- | -------- | ----- | -------- | -------- | ------- |
| 2001     | 中日     | 3     | 0     | 0     | 0     | 0        | 0     | 0     | 0        | --          | ----  | 22    | 6.0      | 0        | 0           | 5        | 0     | 1        | 6        | 0     | 0        | 0     | 0        | 0.00     | 0.83    |
| 2002     | 中日     | 7     | 0     | 0     | 0     | 0        | 0     | 0     | 0        | --          | ----  | 51    | 10.2     | 15       | 2           | 4        | 1     | 1        | 10       | 0     | 0        | 12    | 11       | 9.28     | 1.78    |
| 2003     | 中日     | 40    | 12    | 0     | 0     | 0        | 4     | 6     | 0        | --          | .400  | 398   | 97.0     | 79       | 9           | 27       | 2     | 3        | 96       | 10    | 0        | 39    | 36       | 3.34     | 1.09    |
| 2004     | 中日     | 63    | 0     | 0     | 0     | 0        | 9     | 4     | 0        | --          | .692  | 304   | 75.1     | 60       | 6           | 26       | 1     | 2        | 85       | 4     | 0        | 19    | 17       | 2.03     | 1.14    |
| 2005     | 中日     | 57    | 0     | 0     | 0     | 0        | 10    | 3     | 1        | 17          | .769  | 272   | 63.0     | 60       | 4           | 30       | 2     | 2        | 65       | 3     | 0        | 22    | 22       | 3.14     | 1.43    |
| 2006     | 中日     | 56    | 0     | 0     | 0     | 0        | 4     | 1     | 1        | 18          | .800  | 226   | 53.0     | 51       | 5           | 21       | 3     | 1        | 56       | 3     | 0        | 21    | 20       | 3.40     | 1.36    |
| 2007     | 中日     | 62    | 0     | 0     | 0     | 0        | 5     | 2     | 0        | 33          | .714  | 225   | 56.0     | 43       | 3           | 21       | 2     | 1        | 44       | 2     | 0        | 18    | 18       | 2.89     | 1.14    |
| 2008     | 西武     | 47    | 0     | 0     | 0     | 0        | 0     | 2     | 0        | 18          | .000  | 182   | 42.1     | 38       | 5           | 21       | 2     | 0        | 42       | 9     | 0        | 18    | 18       | 3.83     | 1.39    |
| 2009     | 西武     | 22    | 0     | 0     | 0     | 0        | 0     | 1     | 0        | 6           | .000  | 97    | 22.2     | 18       | 2           | 14       | 0     | 2        | 17       | 5     | 0        | 10    | 10       | 3.97     | 1.41    |
| 2010     | LG       | 46    | 0     | 0     | 0     | 0        | 5     | 3     | 16       | 1           | .600  | 205   | 48.0     | 36       | 6           | 29       | 4     | 4        | 40       | 5     | 0        | 17    | 16       | 3.00     | 1.35    |
| NPB：9年 | NPB：9年 | 357   | 12    | 0     | 0     | 0        | 32    | 19    | 2        | 92          | .627  | 1777  | 426.0    | 364      | 36          | 169      | 13    | 13       | 421      | 36    | 0        | 159   | 152      | 3.21     | 1.25    |
| KBO：1年 | KBO：1年 | 46    | 0     | 0     | 0     | 0        | 5     | 3     | 16       | 1           | .600  | 205   | 48.0     | 36       | 6           | 29       | 4     | 4        | 40       | 5     | 0        | 17    | 16       | 3.00     | 1.35    |

### タイトル
NPB
- 最優秀中継ぎ投手：1回 （2004年）

### 記録
NPB初記録
- 初登板：2001年10月2日、対横浜ベイスターズ26回戦（ナゴヤドーム）、9回表に3番手で救援登板・完了、1回無失点
- 初奪三振：同上、9回表に三浦大輔から空振り三振
- 初先発登板・初勝利・初先発勝利：2003年6月8日、対広島東洋カープ14回戦（ナゴヤドーム）、6回無失点
- 初ホールド：2005年4月5日、対ヤクルトスワローズ1回戦（明治神宮野球場）、6回裏無死に2番手で救援登板、2回無失点
- 初セーブ：2005年5月18日、対北海道日本ハムファイターズ2回戦（札幌ドーム）、8回裏に5番手で救援登板・完了、2回1失点

NPBその他の記録
- オールスターゲーム出場：1回 （2004年）

### 背番号
- 12 （2001年 - 2009年）
- 56 （2010年）
- 61 （2011年）

### 登録名
- 岡本 真也 （おかもと しんや、2001年 - 2008年）
- 岡本 慎也 （おかもと しんや、2009年）
- 岡本 真或 （おかもと しんや、2010年 - 2011年）